# Willian Candia
Willian Benito Candia Garay (San Roque González de Santa Cruz, Paraguay 27 de marzo de 1993) es un futbolista paraguayo. Juega de centrocampista y su equipo actual es el Resistencia SC de la Primera División de Paraguay.

## Trayectoria
Comenzó a practicar fútbol a los 10 años en la escuela de fútbol San Roque González de Santa Cruz, en un torneo de escuela de escuelas de fútbol, un ojeador lo vio y acercó al chico de 14 años  al Club Cerro Porteño y fue elegido de entre 300 chicos, el profesor de divisiones formativas del club, Hernán Acuña 
fue quien le dio una oportunidad, 5 minutos, esos fueron suficientes para que la personalidad de Candia lo mantengan en aquel tiempo, en las inferiores de Cerro Porteño.
En el año 2012 Participó con Cerro Porteño de la Copa Libertadores Sub-20, donde su equipo alcanzó los cuartos de final siendo eliminado por el Corinthians en la tanda de penales.
Debutó en el equipo azulgrana el 12 de mayo de 2013 en el partido que Cerro Porteño derrotó al Sportivo Carapeguá 3-0, el técnico que lo hizo debutar es Francisco Arce.
Seis meses después de debutar, Candia logró consagrarse campeón con Cerro Porteño, en ese partido el mismo jugó de titular ya que una fecha antes, el habitual titular Fidencio Oviedo fue expulsado, Candia rindió por lo alto en ese partido que Cerro Porteño empató con Libertad, pero le sirvió para dar la vuelta olímpica.

### Racing Club
El 14 de julio de 2016, el presidente de Racing Club, Víctor Blanco confirma que William pasaría a préstamo a la institución de Avellaneda por un año con una opción de compra de un millón de dólares.

### Club Olimpia
Llegó a finales del 2018, anotó su primer gol contra el Deportivo Capiatá en el Estadio Manuel Ferreira.

## Estadísticas
Actualizado al último partido disputado el 22 de septiembre de 2023.
| Club                       | Div.          | Temporada     | Liga  | Liga  | Copas nacionales | Copas nacionales | Copas internacionales | Copas internacionales | Total | Total |
| Club                       | Div.          | Temporada     | Part. | Goles | Part.            | Goles            | Part.                 | Goles                 | Part. | Goles |
| -------------------------- | ------------- | ------------- | ----- | ----- | ---------------- | ---------------- | --------------------- | --------------------- | ----- | ----- |
| Cerro Porteño Paraguay     | 1.ª           | 2013          | 16    | 0     | —                | —                | 0                     | 0                     | 16    | 0     |
| Cerro Porteño Paraguay     | 1.ª           | 2014          | 8     | 0     | —                | —                | 2                     | 0                     | 10    | 0     |
| Cerro Porteño Paraguay     | 1.ª           | 2017          | 24    | 2     | —                | —                | 5                     | 1                     | 29    | 3     |
| Cerro Porteño Paraguay     | 1.ª           | 2018          | 17    | 3     | —                | —                | 3                     | 0                     | 20    | 3     |
| Cerro Porteño Paraguay     | Total club    | Total club    | 65    | 5     | 0                | 0                | 10                    | 1                     | 75    | 6     |
| Deportivo Capiatá Paraguay | 1.ª           | 2015          | 37    | 2     | —                | —                | —                     | —                     | 37    | 2     |
| Deportivo Capiatá Paraguay | 1.ª           | 2016          | 15    | 0     | —                | —                | —                     | —                     | 15    | 0     |
| Deportivo Capiatá Paraguay | Total club    | Total club    | 52    | 2     | 0                | 0                | 0                     | 0                     | 52    | 2     |
| Racing Club Argentina      | 1.ª           | 2016-17       | 0     | 0     | 0                | 0                | —                     | —                     | 0     | 0     |
| Racing Club Argentina      | Total club    | Total club    | 0     | 0     | 0                | 0                | 0                     | 0                     | 0     | 0     |
| Olimpia Paraguay           | 1.ª           | 2019          | 15    | 3     | —                | —                | 3                     | 0                     | 18    | 3     |
| Olimpia Paraguay           | 1.ª           | 2020          | 15    | 1     | —                | —                | 1                     | 0                     | 16    | 1     |
| Olimpia Paraguay           | 1.ª           | 2021          | 1     | 1     | —                | —                | 0                     | 0                     | 1     | 1     |
| Olimpia Paraguay           | 1.ª           | 2022          | 6     | 0     | —                | —                | 1                     | 0                     | 7     | 0     |
| Olimpia Paraguay           | Total club    | Total club    | 37    | 5     | 0                | 0                | 5                     | 0                     | 42    | 5     |
| River Plate Paraguay       | 1.ª           | 2021          | 13    | 0     | —                | —                | —                     | —                     | 13    | 0     |
| River Plate Paraguay       | Total club    | Total club    | 13    | 0     | 0                | 0                | 0                     | 0                     | 13    | 0     |
| Nacional Asunción Paraguay | 1.ª           | 2023          | 13    | 1     | —                | —                | 3                     | 0                     | 16    | 1     |
| Nacional Asunción Paraguay | Total club    | Total club    | 13    | 1     | 0                | 0                | 3                     | 0                     | 16    | 1     |
| Resistencia SC Paraguay    | 1.ª           | 2023          | 12    | 0     | —                | —                | —                     | —                     | 12    | 0     |
| Resistencia SC Paraguay    | Total club    | Total club    | 12    | 0     | 0                | 0                | 0                     | 0                     | 12    | 0     |
| Total carrera              | Total carrera | Total carrera | 192   | 13    | 0                | 0                | 18                    | 1                     | 210   | 14    |

## Palmarés

### Campeonatos nacionales
| Título          | Club          | Sede     | Año  |
| --------------- | ------------- | -------- | ---- |
| Torneo Clausura | Cerro Porteño | Paraguay | 2013 |
| Torneo Clausura | Cerro Porteño | Paraguay | 2017 |
| Torneo Apertura | Club Olimpia  | Paraguay | 2019 |
| Torneo Clausura | Club Olimpia  | Paraguay | 2019 |
| Torneo Clausura | Club Olimpia  | Paraguay | 2020 |
| Torneo Clausura | Club Olimpia  | Paraguay | 2022 |